# Хіросімський міський зоопарк Аса
Хіросімський міський зоопарк Аса (яп. 広島市安佐動物公園, ひろしましあさどうぶつこうえん, МФА: [çiɾoɕima asa doːbut͡su koːeɴ]) або Зоопарк Аса (яп. 安佐動物園, あさどうぶつえん, МФА: [asa doːbut͡su.eɴ]) — зоопарк в Японії, в районі Аса-Кіта міста Хіросіма. Розташований в гірській місцевості. Один з найбільших зоопарків на заході країни.

## Короткі відомості
Хіросімський міський зоопарк Аса заснований 1 вересня 1971 року. Початково він був громадським закладом, що підпорядковувався мерії міста. Згодом зоопарк було перетворено на приватне підприємство.
Станом на 2001 рік зоопарк Аса розміщувався на земельній ділянці в 49,6 га на півночі Хіросіми. З них 25,5 га були відведені під експозицію. В зоопарку представлені 156 видів тварин, числом 1615 особин. Серед них — оливкові бабуїни, фламінго, пелікани, страуси, жирафи, зебри, їжатці, дамани, африканські слони, гігантські черепахи, чорні носороги, африканські буйволи, сурикати, шимпанзе, мандрили, мавпи діани, кроти, кажани, змії, крокодили, папуги, поні, вивірки, кролі, свині, вівці, цапи, двогорбі верблюди, гвинторогі антилопи, чепрачні тапіри, єноти, лисиці, гімалайські ведмеді, дикі кабани, мандаринки, пеганки, пугачі, яструби, японські олені, китайські мунтжаки, японські журавлі, лелеки, японські козероги, амурські тигри, леопарди, леви, річкові видри, макаки-резус, лемури варі, малі панди, мілу. Експозиція розділена на регіони: фауна Африки, фауна Азії, фауна Японії.
Зоопарк Аса був першим зоопарком світу, в якому вдалося отримати потомство чорного носорога в умовах неволі. В установі проводиться наукова робота, присвячена вивченню фауни Африки та охороні рідкісних видів Японського архіпелагу, зокрема японської гігантської саламандри. В квітні 2011 року в зоопарку народилося четверо амурських тигренят.
Зоопарк Аса працює щоденно з 9:00 до 16:30. Вихідні — четвер, 29 грудня — 1 січня.

## Тварини

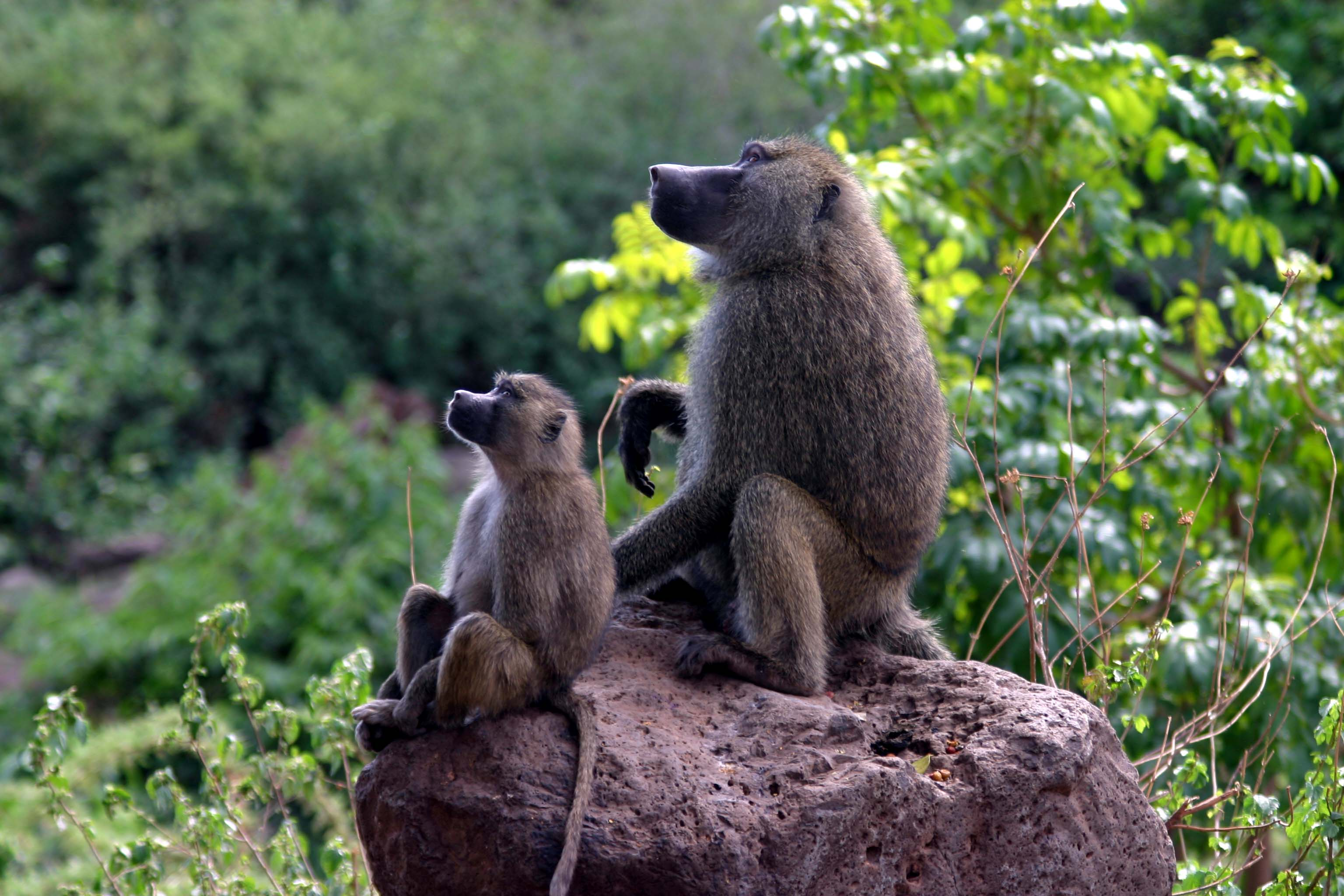
Оливковий бабуїн
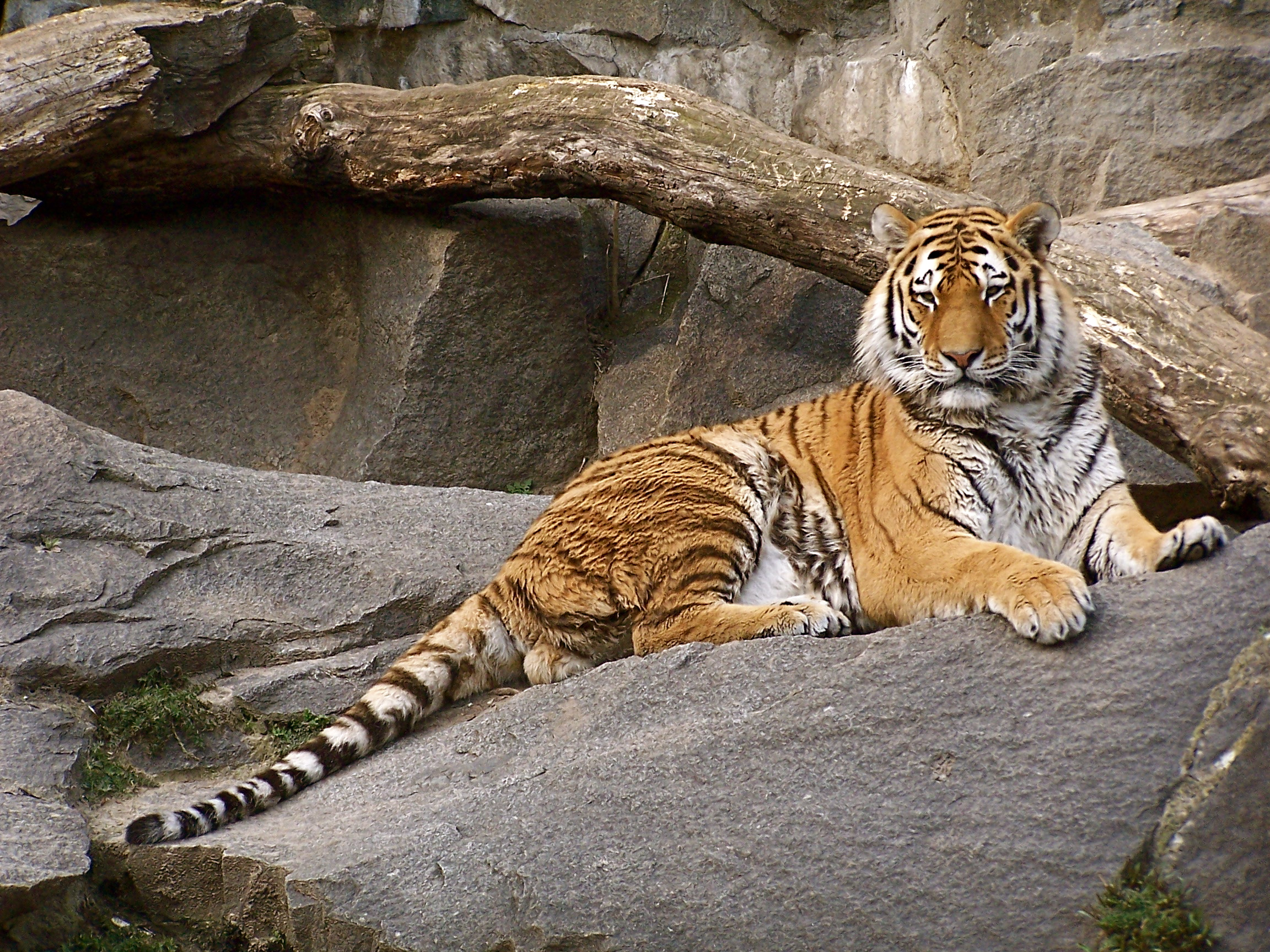
Амурський тигр
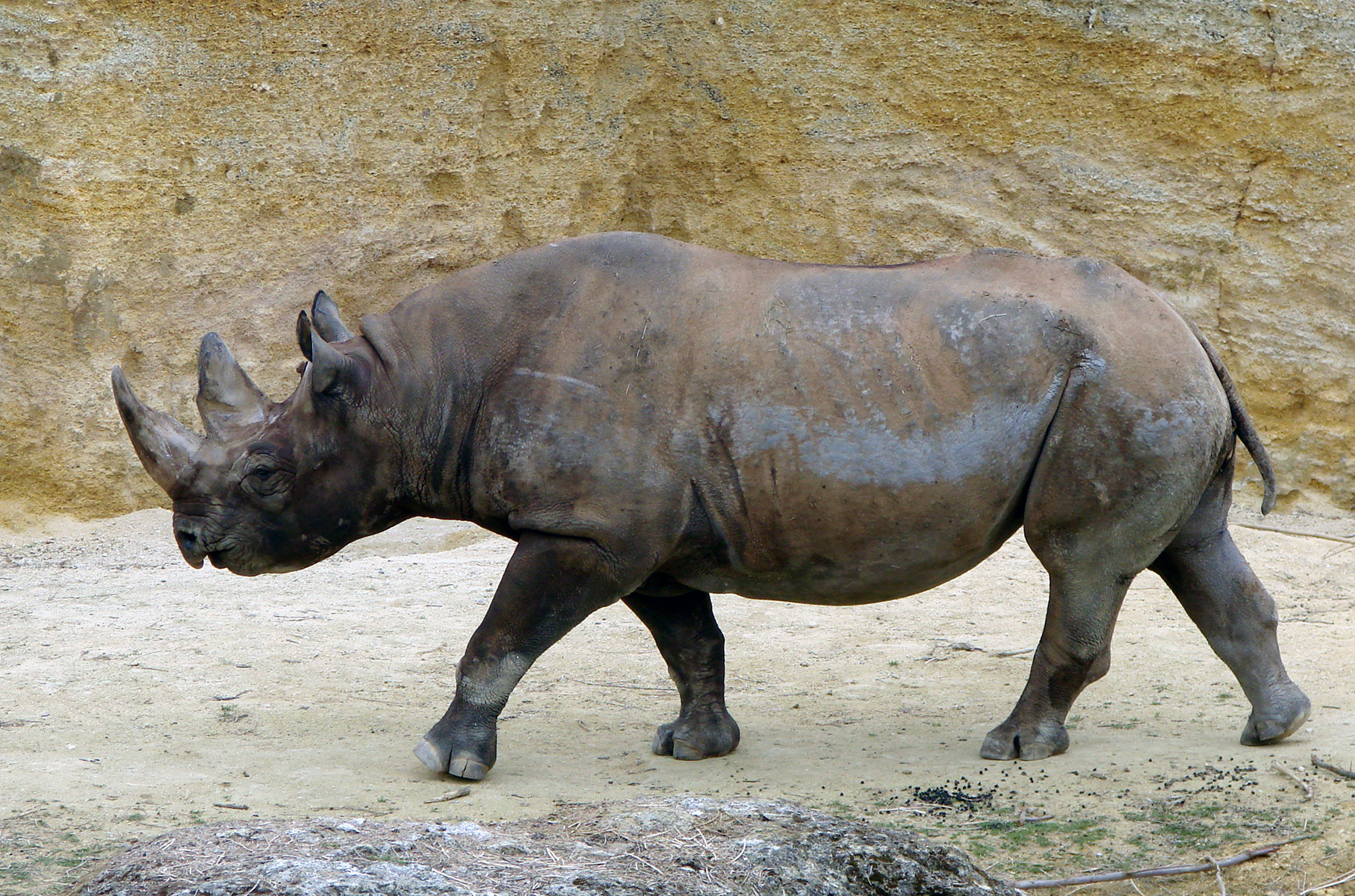
Чорний носоріг
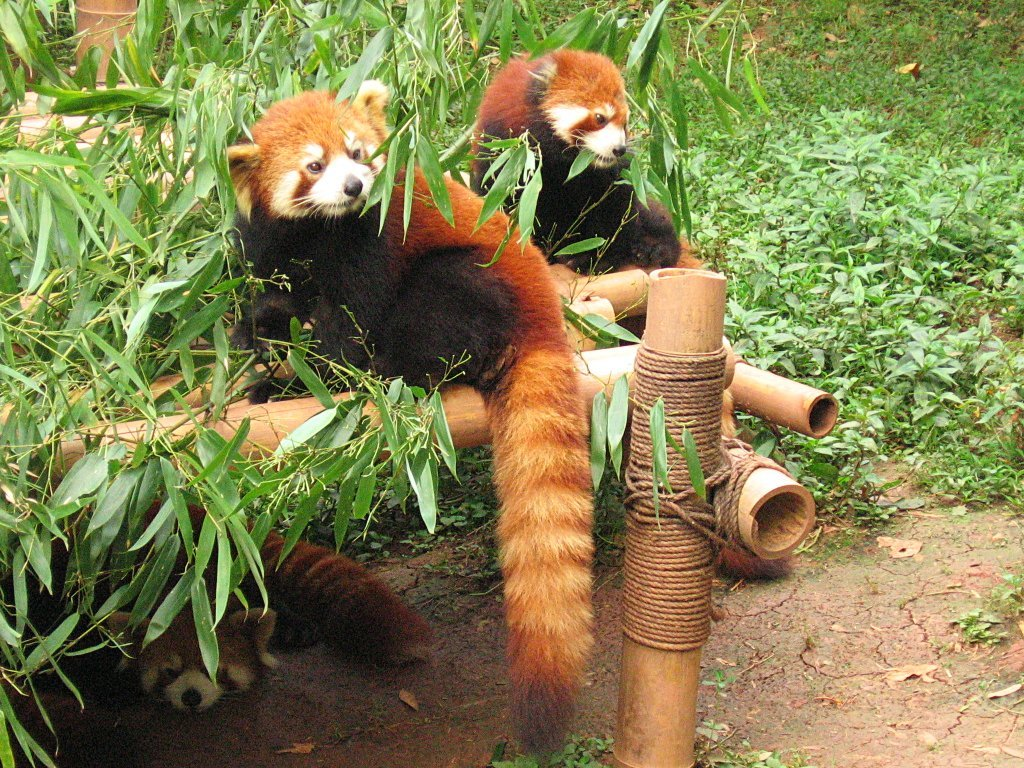
Мала панда